# Kula Diamond
Kula Diamond (クーラ・ダイアモンド Kūra Daiamondo?) es un personaje ficticio de la serie de videojuegos The King of Fighters. Apareció por primera vez en The King of Fighters 2000 como el proyecto Anti-K' de NESTS.

## Aspecto del personaje
Su color original de cabello es fresa rubio, pero cuando lucha o usa sus energías cambia a un ligero azul cielo. Kula Diamond tiene un gran parecido al personaje "Isolda", aparecido en el King of fighters 2002 UM en el Movimiento Max de Nameless. No se sabe aún si tendrá alguna relación con ella porque en el perfil de la historia de Nameless se menciona que su amada Isolda también tenía la habilidad de controlar el hielo como Kula, aparte de que la querían involucrar en el proyecto Anti-K'. Incluso en una intro especial, Nameless antes de pelear contra Kula la confunde con Isolda pensando que era ella por su gran parecido. Se la ve a menudo acompañada de sus tutoras Diana y Foxy, y su amiga Candy Diamond. En la parte posterior de la chaqueta de Kula hay la imagen de un corazón con 2 espadas que lo atraviesan. Se puede leer Cool Cat. a partir de KOF 2002, esa marca toma colores y se puede leer "Pussy Cat". En KOF: Maximum Impact 2, Kula tiene trajes alternativos que recuerdan a Ash Crimson, Candy Diamond y a K'.

## Personajes secundarios

### Diana
Diana perdió a sus padres a un accidente tras ser perseguidos por unos raza de Zoan.[cita requerida] Es una de los últimos miembros de la raza de Zoan,[cita requerida] que gozan de eterna juventud. Se dedicó al arte del esgrima y derivados, pero sus ataques suelen ser sutiles. Tras haber aprendido a controlarlos, se dirigió a NESTS y Master Nets[cita requerida] la contrató como funcionaria. Bajo sus órdenes, se dirigió a Southtown junto a la agente Foxy para supervisar el producto Anti-K', conocido como Kula Diamond, para eliminar el agente corrupto, Zero, considerado una carga para su organización. En su trayecto, se encontró con una de las agentes de NESTS (Angel), asignada a vigilar al proyecto K9999 y se unieron en el torneo 2001 en equipo con Kula y Foxy. Poco después del término del torneo, se descubre que sólo fueron enviados para destruir el proyecto Anti-K' por traición y atacan gravemente a Foxy. Diana aparece y saca a Foxy del lugar y la lleva a un hospital. Diana está encariñada con Kula y van juntas a todos los torneos de KOF reapareciendo cada vez que Kula esta en problemas.
Diana era una oficial de alto rango de NESTS y amiga de Foxy. Se les asignó a Anti-K', Kula Diamond. Quedó a cargo de la formación de Kula y se encariñó con la niña, tratándola como a una hija. Por eso, a menudo se une a Kula en sus misiones. Se unió a K', al lado de Foxy, quien se convirtió en una de las mensajeras y confidentes de K'. Aparece en apoyo de Kula en ataques y formó una gran alianza con Candy (que fue reconstruida) y Foxy. Posee la capacidad de levitar y de teleportarse, tanto a sí misma como a otras personas y lucha con un adorno de mariposa azul. Diana es una mujer de negocios que disfruta de su alto rango. Profundamente unida y amiga de Kula, le dio la espalda a NESTS.

### Candy Diamond
Candy es un robot que fue creado para ser un socio de Kula en sus misiones. Algunos rasgos de personalidad fueron incorporados en sus circuitos, por lo que desarrolló una fraterna unión con Kula. En The King of Fighters 2000, Kula y Candy se fueron al espacio para destruir el cañón Zero. Candy se sacrificó para salvar a Kula de su caída desde el espacio. Luego, fue reconstruida  y protege a Kula junto a Foxy y Diana.

## Historia
El origen de Kula Diamond (lugar de nacimiento, padres, infancia, etc.) es muy oscuro. Se sabe qué, el cartel NESTS la tomo muy joven, pero no es un clon ni posee el ADN de Kyo Kusanagi.
Durante el proyecto Krizalid, NESTS se fijó como objetivo crear un clon perfecto de Kyō Kusanagi. K' fue el prototipo imperfecto del proyecto; ya que necesitaba un guante especial para controlar las llamas Kusanagi contenidas en su cuerpo. Krizalid fue un clon casi perfecto. Cuando NESTS fue atacado y Krizalid derrotado por K', el cartel se fijó como meta el exterminio de este último. Con este fin, NESTS trabajo para completar el proyecto de destrucción de K', que resultó ser Kula Diamond. Este Anti-K' tiene el mismo diseño que K', con el ADN alterado para usar energía de hielo en lugar de fuego, además de 2 guantes especiales en lugar de uno.
Kula fue creada para ser completamente manipulable sin mostrar emoción alguna, ya que el cartel NESTS no estaba dispuesto a repetir la misma equivocación en la que incurrieron con K'. Por lo tanto, NESTS creó un androide llamado Candy Diamond, que supervisaría el comportamiento de Kula y se aseguraría que Kula lograría las misiones encomendadas, proporcionando ayuda en batalla si fuera necesaria. NESTS también asignó a dos de sus agentes superiores (Diana y Foxy) para supervisar a Kula adicionalmente, y para prevenir cualquier clase de traición. Sin embargo, paso el tiempo, y Kula desarrolló lentamente una sensación de amistad hacia Candy, Diana y Foxy, contrariamente al propósito para el que la crearon.
Aun cuando la misión original de Kula era eliminar a K', NESTS no podía permitir que Zero (Clon) ganara el control del Cañón Zero, y fue forzada a cambiar sus órdenes por las de detenerlo en lugar de K'. Kula fue enviada a la estratosfera para destruir el Cañón Zero, mientras que Diana y Foxy fueron a Southtown a detener a Zero. Después de que K' lo derrotara, a Kula le fue dada la señal de encender manualmente el Cañón Zero sobre el escondite de Zero en Southtown. Las acciones de Kula accionaron no sólo un tiro, sino varios sobre Southtown (así, poniendo el escenario para las varias conclusiones que ocurrieron en The King of Fighters 2000 en el que se hicieron varios disparos una vez que el cañón fue encendido).
El tiro original no sólo reveló el escondite de Zero, sino también arrasó con el resto de la ciudad de Southtown (éste era considerado realmente el propósito original de NESTS, para eliminar toda evidencia posible que pudiera incriminar al cartel NESTS). Sin embargo, Kula todavía tuvo que destruir el Cañón Zero ella misma, para evitar que fuera utilizado para un propósito incorrecto otra vez. Kula tuvo éxito en destruir el Cañón Zero, pero como consecuencia de la destrucción, Kula cayó a la tierra en caída libre hacia una muerte inevitable. Sin embargo, Candy Diamond, en una exhibición inusual del valor y de autosacrificio (especialmente para un androide), abrazó a Kula durante su reingreso en la atmósfera.
Cuando Kula recuperó el sentido, se encontró en las ruinas de Southtown junto con Diana y Foxy. También encontró restos de qué lo que fuera Candy, que sufrió gran daño para salvar Kula de quemarse durante el reingreso, y el desplome subsecuente en la tierra. La última palabra de Candy fue “amiga”. Kula finalmente entendió el significado verdadero de la amistad mientras abrazó la cabeza desechada de Candy. El resto de los Cañones Zero fueron desactivados poco después.
Un año después de los acontecimientos en Southtown, NESTS volvió a tomar de nuevo su propósito original de eliminar a K', que había estado muy activo ahora en el ataque de varios escondites de NESTS. El cartel NESTS juzgaba que la exterminación de K' era urgente, y Kula fue asignada para terminar su misión original. Esta vez, sin embargo, tendría más compañía. Foxy era comisionada para participar en el torneo con ella, junto con dos agentes nuevos: la femme fatale Angel y la copia más nueva de Kyō Kusanagi: K9999.
Durante el torneo, Kula y sus compañeros recibieron órdenes de NESTS para conducir a K' y a sus compañeros en un dirigible que los llevaría directamente a los cuarteles principales de NESTS en el espacio exterior. Tuvieron éxito, así Foxy y Kula vieron el dirigible cuando era arruinado en el cielo desde un acantilado que pasaba por alto del océano. Sin embargo, Kula fue tomada por sorpresa cuando K9999 apuñaló a Foxy por la espalda con su brazo transformable, dañándole seriamente. K9999 y Angel tenían al parecer una misión alterna para cuidar de Kula y de sus parientes más cercanos para evitar que se levanten contra NESTS. Kula, triste y desesperada completamente, tuvo que luchar en contra de K9999 y de Angel.
Mientras tanto, después de la lucha con Igniz, la base espacial de NESTS con K' y sus compañeros a bordo comenzaron a caer a través de la atmósfera a la tierra. El calor del edificio parecía garantizar su muerte, pero Kula lanzó todas sus energías del hielo, permitiendo que aguanten el paso a través de la atmósfera. El gran esfuerzo la hizo casi desmayarse, pero cuando ella se hundía en el océano K' la vio y la salvo. Kula entonces finalmente hizo las paces con K', así fue como ganó a algunos nuevos amigos uno de los más importantes, Whip puesto que Heidern había visto una foto de ella comiendo un helado diciendo que hay más rastros de NESTS.
Después de que fue salvada y con NESTS derrotado, Diana y Foxy tomaron a Kula en custodia y la ocultaron para evitar cualquier demanda legal posible de los gobiernos del mundo debido a su implicación con NESTS.
En la conclusión del equipo de K' de King of Fighters 2003, ella hizo una pequeña aparición cuando Whip habló con Diana por teléfono, haciendo alusión a su posible reaparición en King of Fighters XI, que ocurriría en algún momento cuando ella hiciera equipo junto con K' y Maxima.
En el torneo de The King of Fighters XI aparece junto a K' y Maxima, ella remplaza a Whip en el equipo (debido a su estancia con los Ikari Warriors remplazando a Leona). 
En The King of Fighters XIII, Kula es contactada por Chin Gentsai, el cual presintiendo que pasara algo terrible, le pide su ayuda y le sugiere que participe en el torneo, aunque Kula duda primero. Chin la convence prometiéndole una cantidad muy considerable de Helado de Fresa, a lo cual Kula acepta de inmediato.
Al terminar todo (cuando Elisabeth Blanctorche gana el torneo y Ash se sacrifica para vencer a Saiki), Kula y su equipo se van de vacaciones, pero son atacados por un grupo terrorista que los seguía, los derrotan y regresan con Heidern.
En la saga alterna de KOF: Maximum Impact, Kula volvió a la acción en el torneo The King of Fighters: Maximum Impact 2|The King Of Fighters 2006, por órdenes de Maxima, quien le encomendó encontrar al profesor Makishima, un científico responsable de las modificaciones dentro del cuerpo de Maxima, que fue secuestrado por Kusiel, el sindicato de Jivatma. Además de ser sobornada con una gran cantidad de helado, Kula logra derrotar a la ninja cibernética Nagase, luego a Luise y finalmente a Jivatma, pero descubre que se llevaron a otro lado al científico que busca. Desesperanzada, y nuevamente por órdenes de Maxima, retorna a casa. Cabe destacar que en este torneo, Kula y Nagase se volvieron rivales, por la diferencia de sus poderes -Kula domina el hielo y Nagase el fuego-, aunque principalmente porque Kula le menciona a Nagase que ambas son lo mismo, armas modificadas nacidas para luchar, cosa que el orgullo de Nagase no permite. Además, Nagase busca la revancha porque que Kula le pintó en el rostro bigotes y otros garabatos en la cara después de que la derrotó mientras estaba inconsciente.
En The King of Fighters XIV sigue con K' y Maxima y teniendo interacción con el Ikari Team, Whip y Heidern.
Kula deja el equipo K' en The King of Fighters XV debido a que ambos discutieron y Kula decidió huir, lo cual provocara el odio a Kula hacia K'. Mientras tanto, Whip regresa a tomar su lugar en el equipo K', con el fin de buscarla y rescatarla.

## Música
- Ice Place. The King of Fighters 2000
- The Ruler of the Dark. The King of Fighters 2001
- Deserted Town. The King of Fighters 2002
- Napolitan Trance. The King of Fighters 2002
- Diamond Dust. The King of Fighters 2002 UM
- KDD-0075. The King of Fighters XI
- KDD-0063. The King of Fighters XIII
- KD-SR. The King of Fighters XIV
- Ice Place KOF XIV-ver. The King of Fighters XIV (al enfrentarse con Ángel)
- Liberty - The King of Fighters XV